# Ranee Campen
Ranee Campen (RTGS: Rani Kampen; Thai: ราณี แคมเปน), surnommée Bella (ชื่อเล่น : เบลล่า), née le 24 décembre 1989 à Bangkok,, est une actrice,, et mannequin thaïlandais

## Filmographie

### Séries télévisées
- 2013 : Suphapburut Chutathep
- 2018 : Bupphe Sanniwat